# Tellinidae
Famille
Les Tellinidae sont une famille de mollusques bivalves de l'ordre des Veneroida.

## Liste des genres
Selon World Register of Marine Species (26 janvier 2023) :
- genre Abranda Iredale, 1924
- genre Acorylus Olsson & Harbison, 1953
- genre Aenigmotellina Matsukuma, 1989
- genre Afsharius M. Huber, Langleit & Kreipl, 2015
- genre Agnomyax Stewart, 1930
- genre Alaona M. Huber, Langleit & Kreipl, 2015
- genre Ameritella M. Huber, Langleit & Kreipl, 2015
- genre Angulinides M. Huber, Langleit & Kreipl, 2015
- genre Angulus Megerle von Mühlfeld, 1811
- genre Apolymetis A. E. Salisbury, 1929
- genre Arcopagia T. Brown, 1827
- genre Arcopaginula Jousseaume, 1918
- genre Arcopella Thiele, 1934
- genre Ardeamya Olsson, 1961
- genre Asbjornsenia Friele, 1886
- genre Asthenometis M. Huber, Langleit & Kreipl, 2015
- genre Austromacoma Olsson, 1961
- genre Bartrumia Marwick, 1934 †
- genre Bartschicoma Afshar, 1969
- genre Barytellina Marwick, 1924 †
- genre Bathyangulus M. Huber, Langleit & Kreipl, 2015
- genre Bathytellina Kuroda & Habe, 1958
- genre Bosemprella M. Huber, Langleit & Kreipl, 2015
- genre Cadella Dall, Bartsch & Rehder, 1938
- genre Clathrotellina Thiele, 1934
- genre Coanyax M. Huber, Langleit & Kreipl, 2015
- genre Confusella M. Huber, Langleit & Kreipl, 2015
- genre Cyclotellina Cossmann, 1886
- genre Cymatoica Dall, 1889
- genre Dallitellina Afshar, 1969
- genre Dellius M. Huber, Langleit & Kreipl, 2015
- genre Elliptotellina Cossmann, 1886
- genre Elpidollina Olsson, 1961
- genre Eurytellina P. Fischer, 1887
- genre Exotica Jousseaume, 1918
- genre Fabulina Gray, 1851
- genre Finlayella Laws, 1933 †
- genre Gastrana Schumacher, 1817
- genre Hanleyanus M. Huber, Langleit & Kreipl, 2015
- genre Herouvalia Cossmann, 1892
- genre Hertellina Olsson, 1961
- genre Heteromacoma Habe, 1952
- genre Homalina Stoliczka, 1870
- genre Idatellina M. Huber, Langleit & Kreipl, 2015
- genre Indentina M. Huber, Langleit & Kreipl, 2015
- genre Indotellina M. Huber, Langleit & Kreipl, 2015
- genre Iridona M. Huber, Langleit & Kreipl, 2015
- genre Jactellina Iredale, 1929
- genre Jitlada M. Huber, Langleit & Kreipl, 2015
- genre Johnsonella Afshar, 1969
- genre Laciolina Iredale, 1937
- genre Leporimetis Iredale, 1930
- genre Lyratellina Olsson, 1961
- genre Macalia H. Adams, 1861
- genre Macoma Leach, 1819
- genre Macomangulus F. Nordsieck, 1969
- genre Macomona Finlay, 1926
- genre Macomopsis Sacco, 1901
- genre Macoploma Pilsbry & Olsson, 1941
- genre Megangulus Afshar, 1969
- genre Merisca Dall, 1900
- genre Moerella P. Fischer, 1887
- genre Nitidotellina Scarlato, 1965
- genre Omala Schumacher, 1817
- genre Oudardia Monterosato, 1884
- genre Pallidea M. Huber, Langleit & Kreipl, 2015
- genre Peronaea Poli, 1791
- genre Peronidia Dall, 1900
- genre Pharaonella Lamy, 1918
- genre Phylloda Schumacher, 1817
- genre Phyllodella Hertlein & A. M. Strong, 1949
- genre Phyllodina Dall, 1900
- genre Pinguitellina Iredale, 1927
- genre Praetextellina M. Huber, Langleit & Kreipl, 2015
- genre Pristipagia Iredale, 1936
- genre Psammacoma Dall, 1900
- genre Psammotreta Dall, 1900
- genre Pseudarcopagia Bertin, 1878
- genre Pseudocadella M. Huber, Langleit & Kreipl, 2015
- genre Pseudomacalia M. Huber, Langleit & Kreipl, 2015
- genre Pseudopsammobia M. Huber, Langleit & Kreipl, 2015
- genre Pseudotellidora M. Huber, Langleit & Kreipl, 2015
- genre Pulvinus Scarlato, 1965
- genre Quadrans Bertin, 1878
- genre Quidnipagus Iredale, 1929
- genre Rexithaerus Tryon, 1869
- genre Rostrimacoma A. E. Salisbury, 1934
- genre Salmacoma Iredale, 1929
- genre Scissula Dall, 1900
- genre Scissulina Dall, 1924
- genre Scutarcopagia Pilsbry, 1918
- genre Semelangulus Iredale, 1924
- genre Senegona M. Huber, Langleit & Kreipl, 2015
- genre Serratina Pallary, 1920
- genre Strigilla W. Turton, 1822
- genre Sylvanus M. Huber, Langleit & Kreipl, 2015
- genre Tampaella M. Huber, Langleit & Kreipl, 2015
- genre Tellidora H. Adams & A. Adams, 1856

Strigilla dichotoma, des Strigilla, des Tellinidae, venu de l'Océan Pacifique sur les cotes du Guatemala.

- genre Tellina Linnaeus, 1758